# Les Hogues
Les Hogues é uma comuna francesa na região administrativa da Normandia, no departamento de Eure. Estende-se por uma área de 11,73 km². Em 2010 a comuna tinha 666 habitantes (densidade: 56,8 hab./km²).